# 1779 en architecture
| Années de l'architecture : 1776 - 1777 - 1778 - 1779 - 1780 - 1781 - 1782    |
| Décennies de l'architecture : 1740 - 1750 - 1760 - 1770 - 1780 - 1790 - 1800 |

Cet article présente les faits marquants de l'année 1779 en architecture.

## Réalisations
- Mai : début de construction à Paris de l’Odéon par Marie-Joseph Peyre et Charles De Wailly (fin en 1782).
- Achèvement à Paris de l'hôtel de Brunoy, rue du Faubourg-Saint-Honoré, construit par Étienne-Louis Boullée pour la marquise de Brunoy.
- Construction à Cassel du Fridericianum (aujourd'hui un musée d'art contemporain).

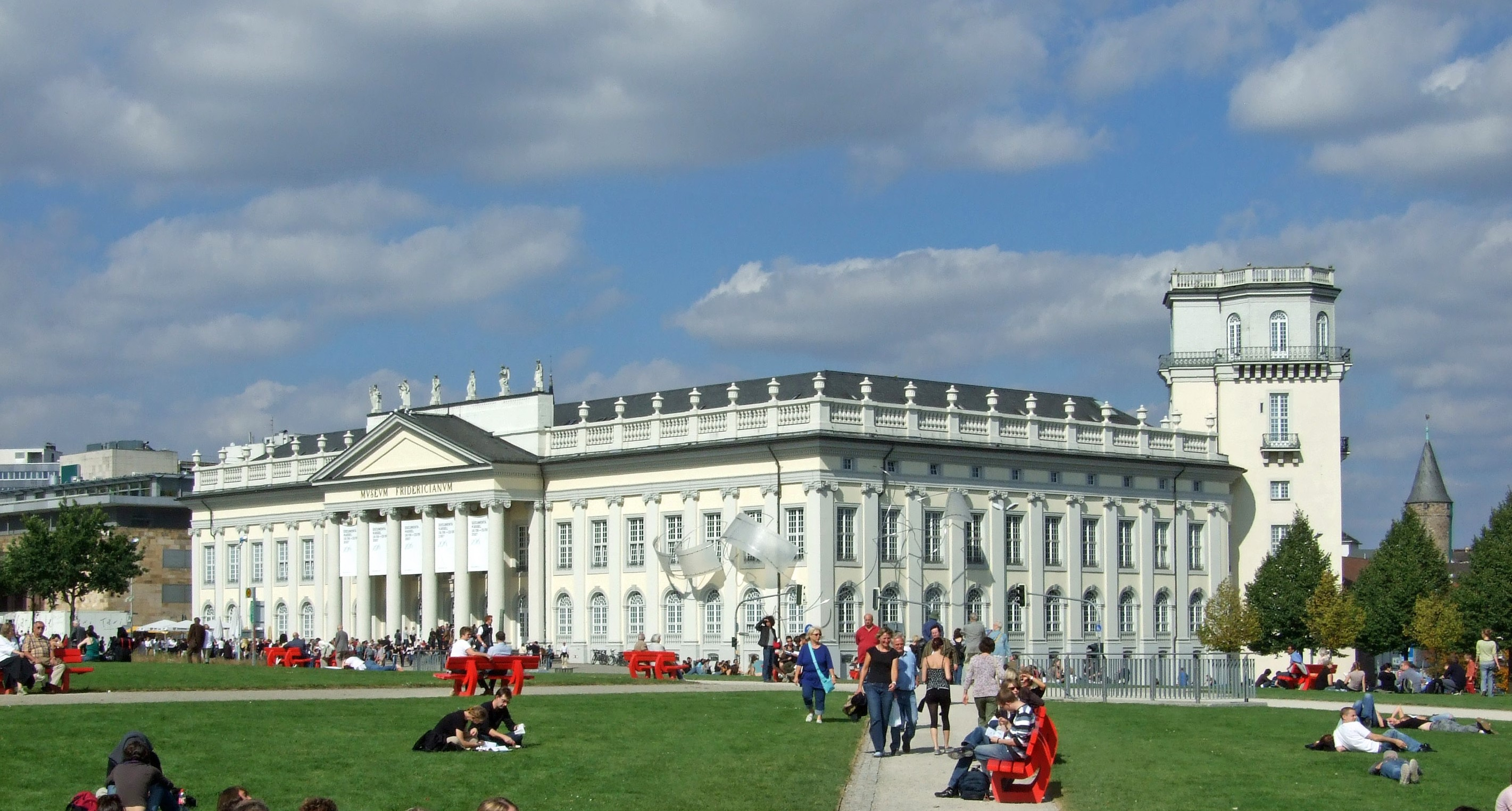
Le Fridericianum durant la documenta 12 (2007).

## Événements
- Publication de L’Œuvre architecturale de Robert et James Adam (Works in Architecture of Robert and James Adam, 1773-1779).
- Début de lexploitation de la saline royale d'Arc-et-Senans, construite par Claude-Nicolas Ledoux.

## Récompenses
- Prix de Rome : Louis Alexandre Trouard.

## Naissances
- x

## Décès
- x